# Сервировочный стол
Сервировочный стол — небольшой низкий столик, используемый для подачи еды и напитков к обеденному или преддиванному столу. Может быть передвижным (на колёсиках) и непередвижным.

## История
Передвижные столы-подносы появились в средние века. Их предшественники — большие подносы и небольшие столовые этажерки, которые оснастили колёсиками, чтобы слугам было удобно перемещать тяжёлую посуду и большое количество блюд между кухней и столовой. Так появились первые передвижные сервировочные столы, которые со временем стали отдельным видом столовой мебели.

## Описание
Сервировочные столики оснащаются колёсиками — за счёт этого обеспечивается удобство перемещения стола-подноса. Функциональные модели обычно имеют несколько ярусов и удобную ручку, иногда их дополняют специальными секциями для размещения бутылок и стаканов. Для изготовления столов-подносов используют дерево, металл, пластик, стекло; очень популярны плетёные столики из ротанга, мебель с лакированной столешницей. Относительно дизайна и цветового решения предлагается огромное разнообразие мебели — можно выбрать модель, подходящую по размеру, стилю, форме и расцветке.